# Синьков Олег Володимирович
Олег Володимирович Синьков (нар. 6 березня 1965, Ангарськ, Російська РФСР, СРСР — пом. 28 січня 2018, Херсон, Україна) — український і радянський хокеїст, нападник.

## Спортивна кар'єра
Народився 6 березня 1965 року. Вихованець ангарської команди «Єрмак». Перший тренер — В. Саютін. В шістнадцять років переїхав до Києва. Відразу почав залучатися до основного складу «Сокола». У бронзовому сезоні 1984/85 провів 14 матчів, закинув 5 шайб. За «Сокіл» виступав до 1993 року. Всього у вищій лізі чемпіонату СРСР і Міжнаціональній хокейній лізі провів 288 матчів, закинув 78 шайб, зробив 26 результативних передач. Періодично залучався до складу іншої київської команди — ШВСМ.
Надалі виступав за «Брекнелл Біз», «Траффорд Метрос», «Блекберн Гоукс», «Кінгстон Гоукс», «Пейслі Піратес», «Галл Тандер» (усі — Велика Британія), «Сокіл» (Київ), «Байройт» (Німеччина), «Беркут» (Київ), «Пучсарда» (Іспанія), «Дніпровські вовки», «Беркут» (Бровари), АТЕК (Київ), «Барс» (Бровари), «Компаньйон» (Київ).
У чемпіонаті Великої Британії провів 247 матчів, закинув 366 шайб, зробив 359 результативних передач і побив безліч рекордів. В середньому набирав майже три очки за матч. Чотири рази здобував титул чемпіона України: тричі у складі «Сокола», а в 2001 році — з «Беркутом». Тричі був віце-чемпіоном, а в останньому сезоні здобув бронзу національної ліги. Завершив виступи на хокейних майданчиках у 2011 році. Всього провів до 800 лігових матчів і забив понад 500 шайб.
У складі національної збірної України учасник чемпіонатів світу 1998 (група B), 1999 і відбіркового турніру на зимові Олімпійські ігри 2002 року. На цих змаганнях провів 13 матчів, 8 закинутих шайб.
У складі збірної України брав участь на чемпіонаті світу 1998 (група B). Українська команда перемогла всіх суперників, а Олег Синьков провів сім матчів і закинув шість шайб. За кількістю набраних очок увійшов до п'ятірки найрезультативніших гравців національної збірної. Наступного року українська команда змагалася в еліті світового хокею. Олег Синьков відзначився на турнірі закинутою шайбою у ворота збірної Росії. Також брав участь у відбірковому турнірі на зимову Олімпіаду 2002 року.
По завершенні ігрової кар'єри працював тренером ДЮСШ «Сокіл-Київ», РВУФК, ДЮСШ «Драгуни» (Можайськ, Росія). Останні два сезони він очолював команду юнаків 2002—2003 років народження ДЮСШ із зимових видів спорту «Дніпро» (Херсон).
Раптово помер у Херсоні на 53 році життя.

## Досягнення
- Чемпіон України (4): 1998, 1999, 2001, 2004